# Milešovka
Milešovka (niem. Milleschauer Berg lub Donnersberg) – góra w północnych Czechach, pomiędzy Lovosicami a Teplicami, najwyższy szczyt Czeskiego Średniogórza. 
Jej wysokość wynosi 836,5 m n.p.m. Na szczycie znajduje się najstarsza w Czechach i nieprzerwanie działająca stacja meteorologiczna (powstała w 1904), do której prowadzi wyciąg, a także stacja przekaźnikowa. Szczyt góry jest najbardziej wietrznym miejscem w Czechach. 14 stycznia 1967 zmierzono tu  prędkość wiatru 180 km/h. Rocznie mierzy się tutaj około 35 burz. Rekordowo piorun uderzył w budynek obserwatorium pięciokrotnie w przeciągu 15 minut.
Milešovka ma typowy dla Czeskiego Średniogórza stożkowaty kształt, świadczący o dawnym wulkanizmie. Jest zbudowana z trachitów. Zbocza, których nachylenie dochodzi do 30° porośnięte są lasem dębowo-bukowym z domieszką jaworu. Z innych roślin występują m.in. lilia złotogłów, miodunka plamista, rozrzutka brunatna i kosaciec bezlistny.

## Linki zewnętrzne

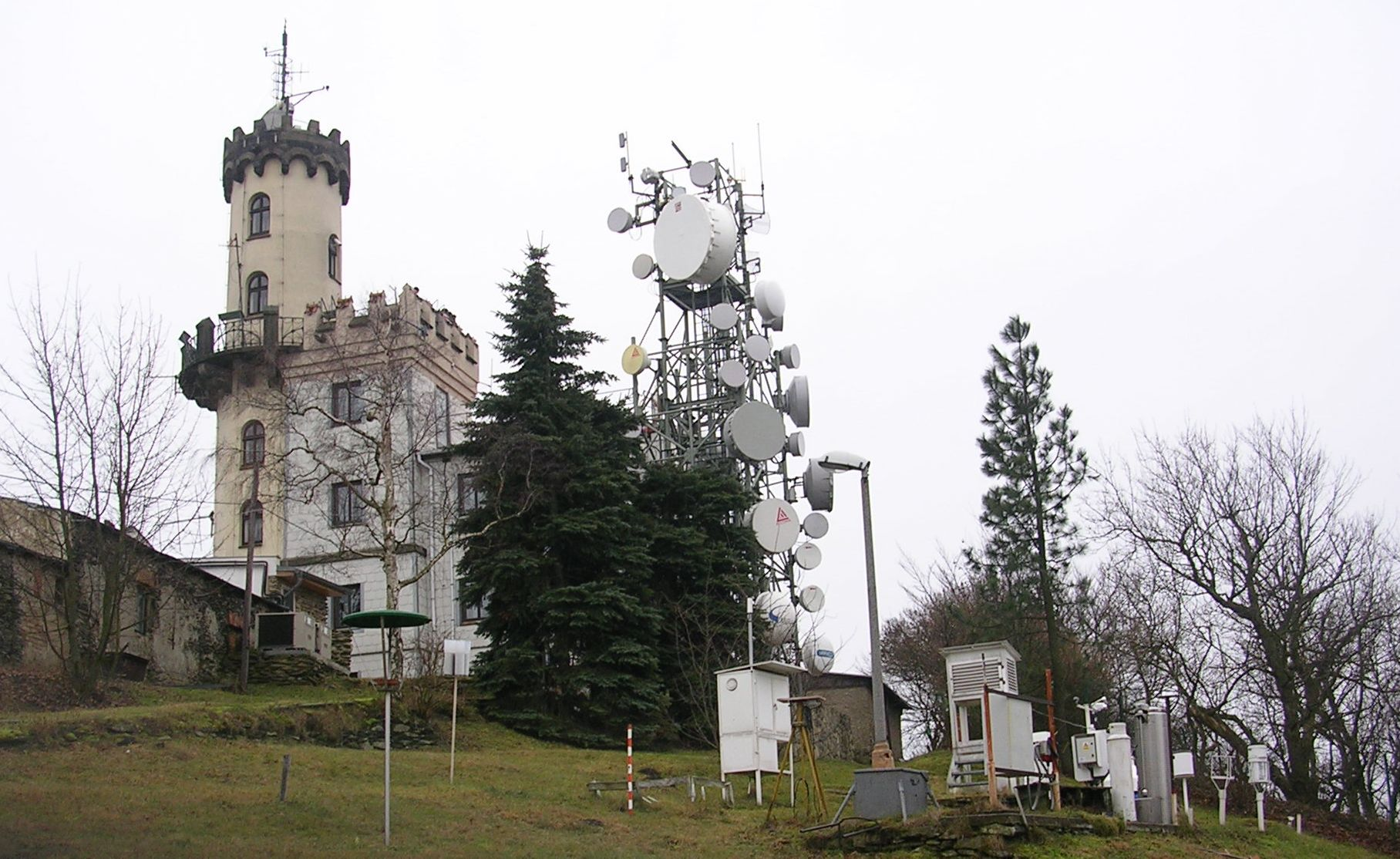
Stacja meteorologiczna i przekaźnik
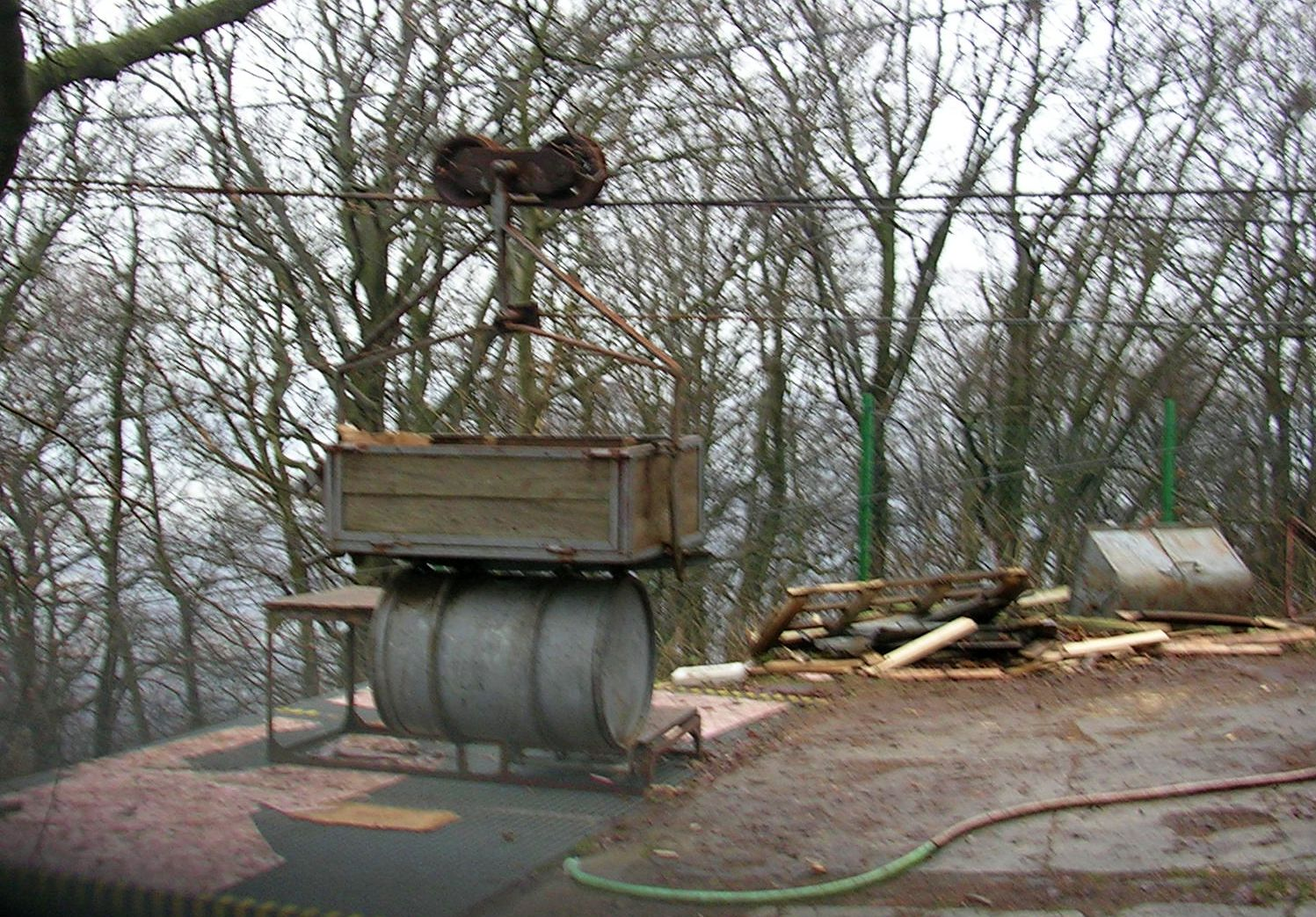
Wyciąg towarowy
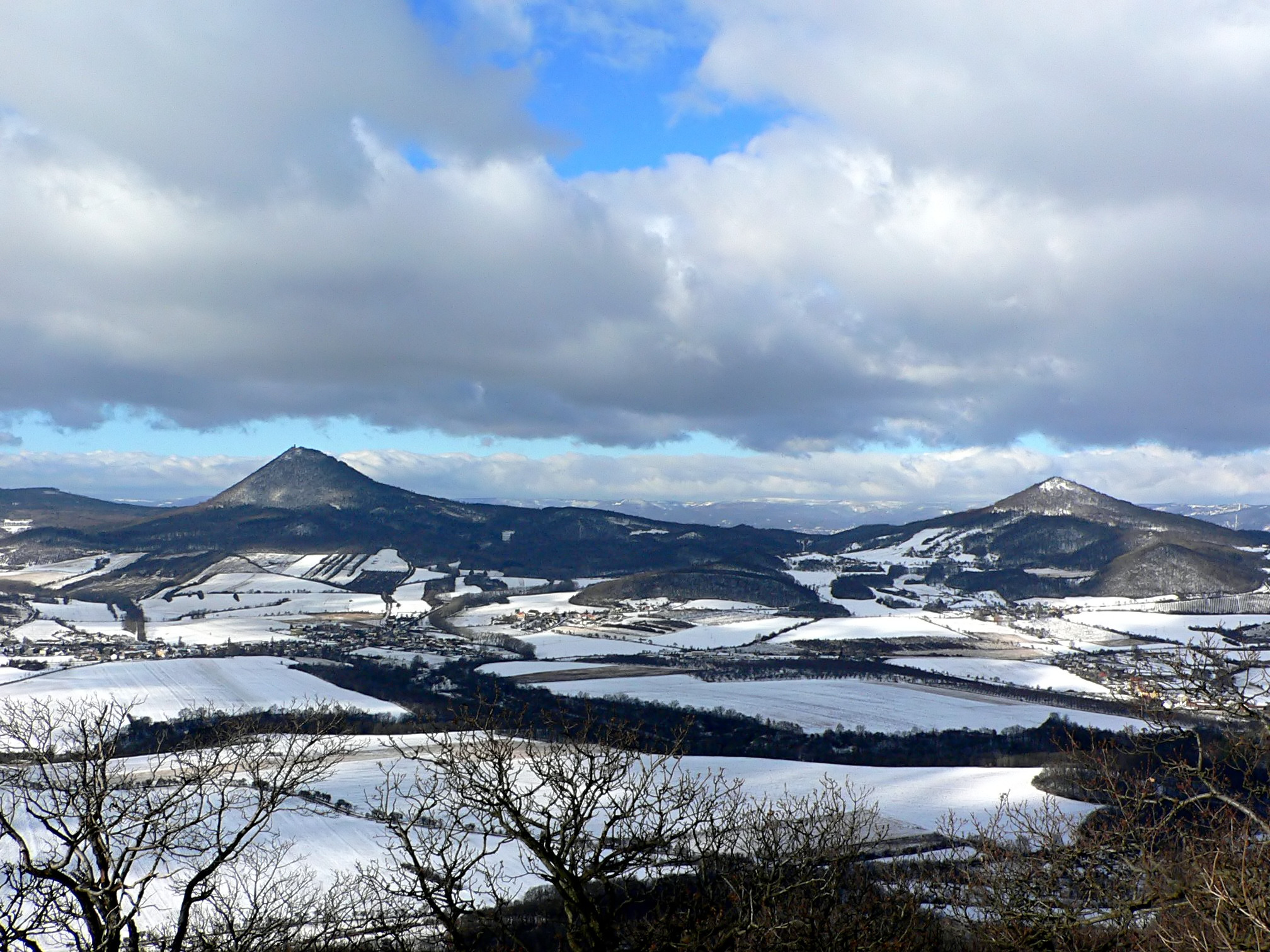
Milešovka (lewo) i Kletečna (prawo) zimą

## Turystyka
- czerwony: Žim - Milešovka - Milešov
- niebieski: Kostomlaty - Černčice - Milešovka - Velemín

Na szczycie znajduje się obiekt małej gastronomii oraz sprzedaż pamiątek.